# Адила Рафа Наура Аю
Адила Рафа Наура Аю (на индонезийски: Adyla Rafa Naura Ayu; родена на 18 юни 2005 г), е индонезийска певица и актриса.

## Дискография

### Албуми
В албума „Dongeng“ има 9 песни, по-специално едноименната „Dongeng“ („Приказка“) и „Setinggi Langit“ („Високо колкото небето“).
- Dongeng (2014)
- Langit Yang Sama (2016)
- Naura & Genk Juara (2017) – саундтрак към филма
- Katakanlah Cinta (2018)

### Песни
- Приказка (Dongeng) (2014)
- Висок като Небо (Setinggi Langit) (2014)
- Осмели се да мечтаеш (Berani Bermimpi) (2016)

## Филми
- Дореми и Ти (Doremi & You) (2019)
- Наура и Генк Джуара (Naura & Genk Juara)

1. ↑  www.dailysia.com